# Смит Джонс, Мэри
Мэри Смит Джонс (англ. Marie Smith Jones; 14 мая 1918 — 21 января 2008) — последняя из представителей американских индейцев южной Аляски, говорившая на языке эяк. Она была почётным вождём племени эяк и последней чистокровной их представительницей.
Мэри родилась в небольшом городке Кордова на Аляске. 5 мая 1948 года она вышла замуж за рыбака Уилльяма Ф. Смита. Хотя у них с мужем было девять детей, они так и не научились говорить на языке эяк, потому что в то время это считалось позорным. В 1970-е годы она переехала в Анкоридж. Для того чтобы сохранить язык эяк, Смит Джонс работала с лингвистом Майклом Крауссом, который составил словарь и грамматику. В 1990-е годы умер её последний брат, и она осталась единственной носительницей этого языка.
Впоследствии Мэри стала политической активисткой и дважды выступала в ООН по проблеме редких исчезающих языков. Она также занималась вопросами, касающимися индейцев и окружающей их среды.
В 2005 году в своём интервью Смит Джонс рассказала, что её имя на языке эяк — Udach' Kuqax*a’a’ch, которое переводится как «звук, который созывает людей издалека» . В раннем возрасте она страдала алкоголизмом, но в начале 1950-х бросила пить в связи с тем, что обзавелась семьёй и детьми. Но другую свою вредную привычку — курение — она не бросила вплоть до смерти.
Мэри Смит Джонс умерла 21 января 2008 года в возрасте 89 лет в своём доме в Анкоридже.